# Lily Munster
Lily Munster, nata Lily Dracula, in italiano nota anche come Lily de Mostri, è un personaggio immaginario del franchising horror-comedy statunitense The Munsters, creato nel 1964 da Allan Burns, Chris Hayward, Norm Liebmann e Ed Haas per la sitcom statunitense I mostri (The Munsters, 1964-1966).
Lily è la matriarca della famiglia Munster, moglie di Herman Munster e figlia di Sam Dracula, ed è una vampira. Il personaggio è stato introdotto nel secondo pilota della serie originale, poiché nel primo pilota come moglie di Herman Munster era stata prevista Phoebe Munster, interpretata dall'attrice Joan Marshall. Ma il personaggio è stato scartato perché i produttori pensavano assomigliasse troppo a Morticia Addams.
Originariamente interpretato da Yvonne De Carlo, il personaggio è poi apparso in numerosi altri opere e media, interpretato anche dalle attrici: Lee Meriwether nella serie remake I mostri vent'anni dopo (The Munsters Today, 1988-1991); da Portia de Rossi per il pilota della serie televisiva mai trasmessa Mockingbird Lane (2012); oltre che da altre attrici per film televisivi e cinematografici, tra cui Veronica Hamel, Ann Magnuson e Sheri Moon.

## Storia del personaggio
Lily Munster è una vampira, nata in Transilvania, in Romania, approssimativamente 137 anni prima della data di inizio della serie originale. È una casalinga a tempo pieno, totalmente devota verso la propria famiglia, che sa anche leggere la mano e che ama vestire in modo elegante, indossando un lungo abito argentato, indossando un pendente con un pipistrello al collo, e profumarsi con Chanel No. 13, che lei definisce "il più esotico".

## Sviluppo
Lily Munster non era nell'originale pilota della serie I mostri. Herman era sposato invece con una moglie dall'aspatto molto più goth di nome Phoebe, interpretata da Joan Marshall, che aveva un rapporto molto più litigioso e contrastato con Herman e un rapporto più teso con Eddie. I produttori hanno però scartato il personaggio di Phoebe dopo aver deciso che sembrava una copia esatta di Morticia Addams de La famiglia Addams. Lily è quindi apparsa dal secondo pilota in poi.
Yvonne De Carlo è stata scelta per il ruolo nel marzo del 1964. Dopo la scelta dell'attrice, Fred Gwynne e Al Lewis sono andati dai produttori per lamentarsi del fatto che la De Carlo fosse una affermata star del cinema di lunga esperienza e perché erano preoccupati che non si sarebbe adattata. Dopo alcuni episodi, tuttavia, i due attori hanno dovuto riconoscere di essersi sbagliati e in seguito si è creata una buona armonia nel cast. La De Carlo si è avvicinata al ruolo, prendendo a ispirazione principale l'attrice Donna Reed.
Il trucco, che impegnava Yvonne De Carlo durante le riprese della serie originale per un paio d'ore, comprendeva una pesante parruccca, che l'attrice sostiene le dava il mal di testa, delle lunghe unghie finte laccate di nero, e un lungo abito argentato con lo strascico. Le lunghe unghie nere spesso si staccavano, costringendo la troupe a cercarle a lungo sul pavimento.

## Interpreti
Il personaggio è stato reso celebre dall'attrice statunitense Yvonne De Carlo, che l'ha impersonata dal 1964 al 1966 nella serie televisiva I mostri, nel successivo film del 1966 La dolce vita... non piace ai mostri (Munster, Go Home!) e nel film per la televisione del 1981 The Munsters' Revenge. A proposito della sua interpretazione di Lily Munster, Yvonne De Carlo ricorda che la serie rappresentava un duro lavoro, che la impegnava dalla prima mattina alla tarda sera. Ricorda inoltre come il suo personaggio le permise di fare amicizia con Marlon Brando, poiché, durante una pausa dalle riprese, indossando il costume e il trucco di Lily Munster, si recò ad assistere, in un vicino set, alle riprese di A sud-ovest di Sonora (The Appaloosa, 1966), nel quale stava recitando Brando, che la notò chiedendole chi fosse. La De Carlo afferma inoltre che, la trasmissione della serie, le permise di guadagnarsi molti giovani fan, poiché i bambini, che erano spaventati da Herman e intimoriti dal Nonno, erano invece attratti da Lily, avvicinando spesso l'attrice al supermercato o in altre occasioni.
Nella serie televisiva originale degli anni sessanta, Lily Munster è stata doppiata da Adriana De Roberto, nella prima stagione, e da Fabrizia Castagnoli, nella seconda stagione.
Nell'episodio speciale di The ABC Saturday Superstar Movie, The Mini-Munsters, del 1973, il personaggio di Lily Munster viene originalmente doppiato dall'attrice Cynthia Adler.
Nella successiva serie remake degli anni ottanta, I mostri vent'anni dopo (The Munsters Today, 1988-1991), Lily Munster viene impersonata dall'attrice statunitense Lee Meriwether, già nota per aver interpretato Catwoman nel film Batman (1966), sequel dell'omonima serie televisiva (1966-1968), dopo Julie Newmar e prima di Eartha Kitt, oltre che altre parti in serie cult come Kronos - Sfida al passato (The Time Tunnel, 1963-1966) e Star Trek (1969).
Nel film per la televisione Here Come the Munsters del 1995, Lily Munster viene impersonata dall'attrice e modella statunitense Veronica Hamel, già nota per la parte dell'avvocato Joyce Davenport nella serie televisiva Hill Street giorno e notte (1981-1987). Nel successivo film televisivo del 1996 The Munsters' Scary Little Christmas, l'attrice viene nuovamente sostituita. La nuova Lily Munster è impersonata dall'attrice e cantante statunitense Ann Magnuson, già vocalist del gruppo new wave Bongwater.
Nel pilota della serie televisiva remake mai realizzata, Mockingbird Lane (2012), Lily Munster viene interpretata dall'attrice australiana Portia de Rossi, già nota per la sua partecipazione alle serie Ally McBeal, nella parte dell'avvocato Nelle Porter, e Arrested Development, nella parte della materialistica Lindsay Fünke.
Nel film diretto da Rob Zombie, The Munsters, del 2022, Lily Munster è impersonata dalla moglie del regista, l'attrice e modella statunitense Sheri Moon.

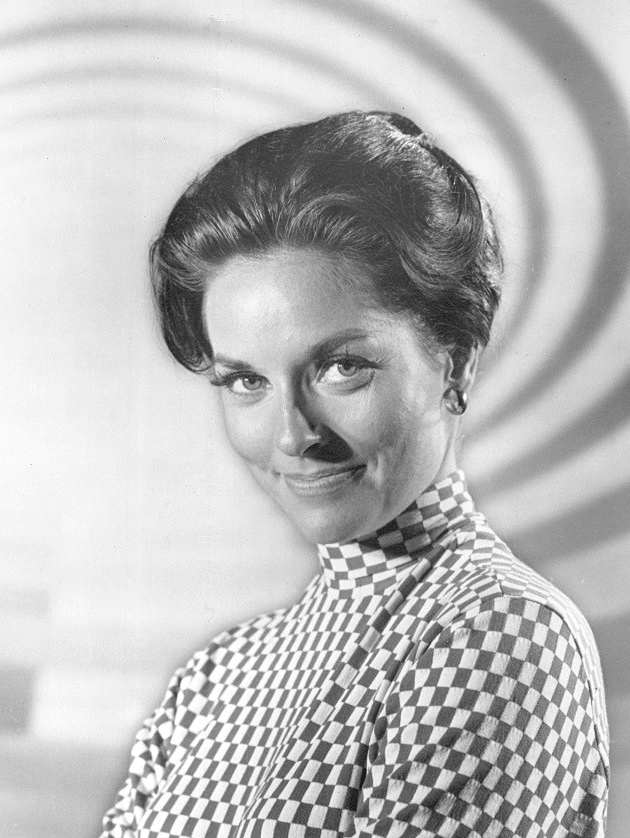
Lee Meriwether, interprete di Lily Munster dal 1988 al 1991
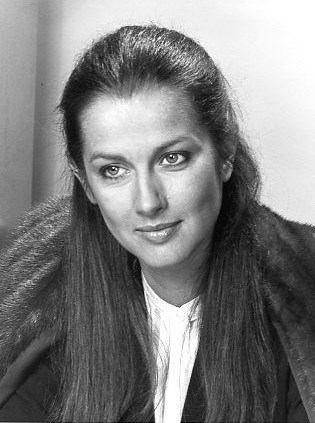
Veronica Hamel, interprete di LilY Munster nel 1995
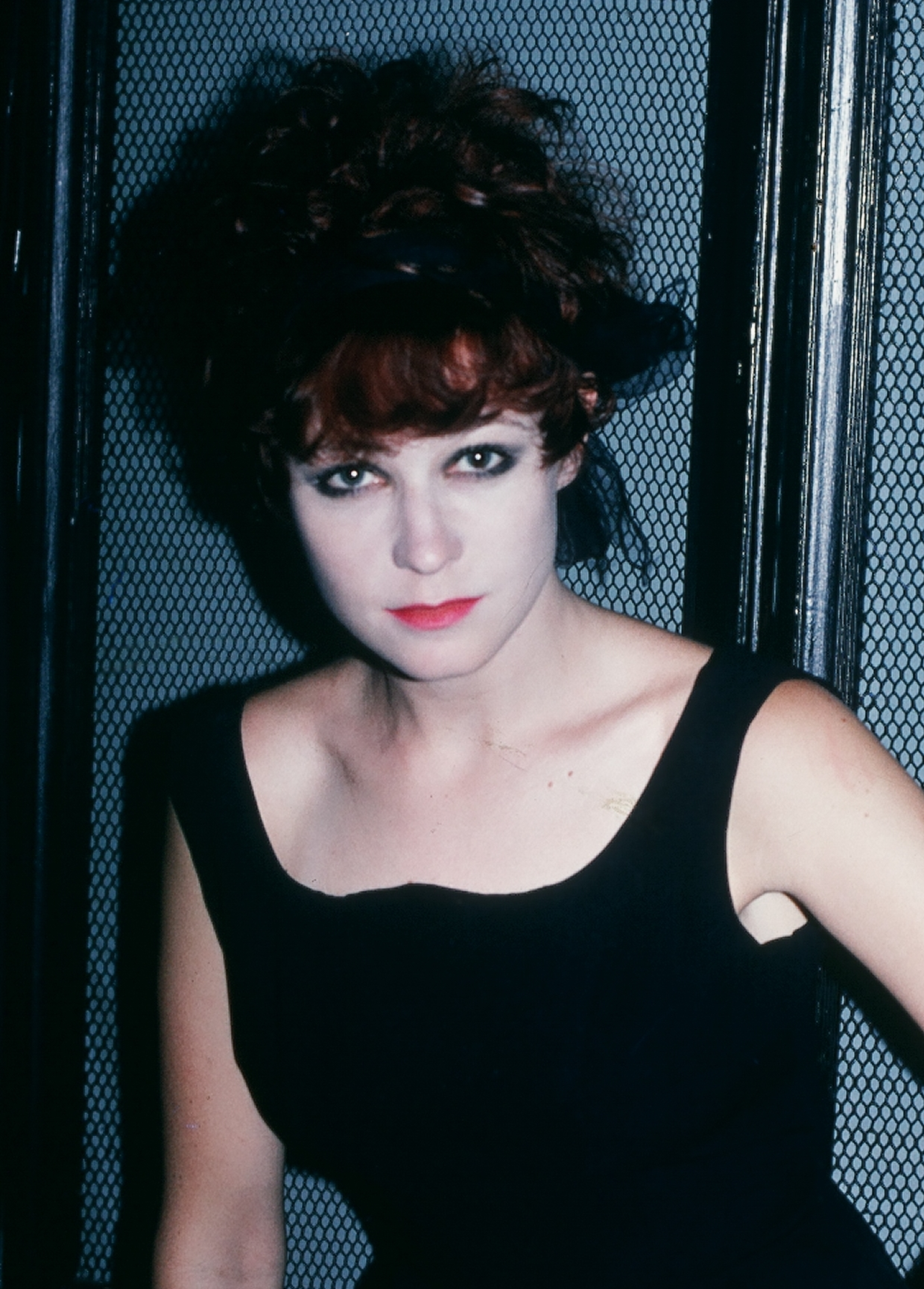
Ann Magnuson, interprete di Lily Munster nel 1996
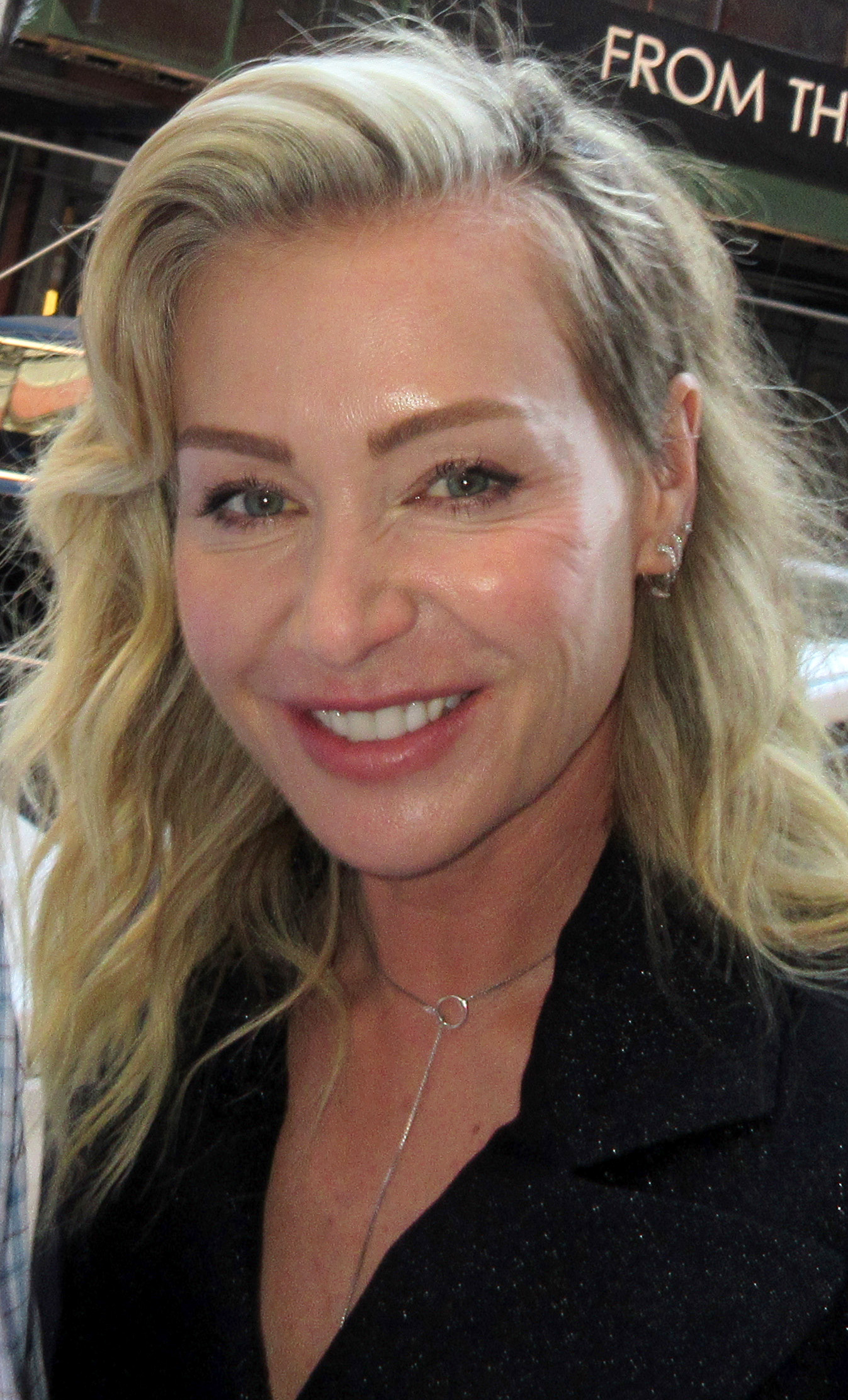
Portia de Rossi, interprete di Lily Munster nel 2012

## Filmografia

### Cinema
- La dolce vita... non piace ai mostri (Munster, Go Home!), regia di Earl Bellamy (1966)
- The Munsters, regia di Rob Zombie - direct-to-video (2022)

### Televisione
- I mostri (The Munsters) - serie TV, 70 episodi (1964-1966)
- Marineland Carnival - regia di Bob Lehman - film TV (1965)
- The Mini-Munsters regia di Gerard Baldwin - film TV della serie The ABC Saturday Superstar Movie (1973)
- The Munsters' Revenge, regia di Don Weis - film TV (1981)
- I mostri vent'anni dopo (The Munsters Today) - serie TV, 72 episodi (1988-1991)
- Here Come the Munsters, regia di Robert Ginty - film TV (1995)
- The Munsters' Scary Little Christmas, regia di Ian Emes - film TV (1996)
- Mockingbird Lane, regia di Bryan Singer - film TV (2012)

## Giochi

### Videogiochi
- The Munsters (1989)

### Flipper
- The Munsters (2019)